# Buda-Orlovețka, Horodîșce
Buda-Orlovețka (în ucraineană Буда-Орловецька) este o comună în raionul Horodîșce, regiunea Cerkasî, Ucraina, formată numai din satul de reședință.

## Demografie
Componența lingvistică a comunei Buda-Orlovețka
     Ucraineană (97,14%)
     Rusă (2,67%)
Conform recensământului din 2001, majoritatea populației comunei Buda-Orlovețka era vorbitoare de ucraineană (97,14%), existând în minoritate și vorbitori de rusă (2,67%).